# Jens M. Johansson
Jens M. Johansson född 1971, är en norsk journalist och författare.
Johansson har tidigare jobbet för dagstidningen Klassekampen, nu för Dagens Næringsliv.